# Loxostege triselena
Loxostege triselena là một loài bướm đêm trong họ Crambidae.